# Wojciech Jerzy Grygorowicz
Wojciech Jerzy Grygorowicz (ur. w 1969 w Poznaniu, zm. 24 września 2005 tamże) – polski biolog molekularny, autor opowiadań o tematyce fantastycznej.

## Życiorys
W latach 1988–1993 studiował na kierunku biotechnologia) na Wydziale Biologii Uniwersytetu im. Adama Mickiewicza w Poznaniu. W latach 1993–2000 pracował w Instytucie Chemii Bioorganicznej i Instytucie Genetyki Roślin PAN w Poznaniu. Zajmował się chemią strukturalną kwasów nukleinowych i genetycznymi podstawami procesu mrozoodporności u roślin (współautor czterech publikacji o zasięgu światowym i dwóch o zasięgu ogólnopolskim). W listopadzie 2004 r. obronił pracę doktorską „Wpływ chłodu na ekspresję genów kodujących białka dehydrynowe u Solanum sogarandinum”. Od 2001 był pracownikiem działu naukowo-oświatowego Muzeum Pierwszych Piastów na Lednicy, odpowiedzialnym za organizację konkursów, lekcji muzealnych i oprowadzanie wycieczek. Od 2005 pełnił obowiązki kierownika działu. Interesował się wykorzystaniem zdobyczy biologii molekularnej w archeologii (m.in. izolacja i analiza DNA z kości).
Jako autor literatury fantastycznej zadebiutował w 2002 r. opowiadaniem „Senny wojownik” na łamach „Science Fiction”, później w piśmie tym opublikowano kilka innych jego opowiadań: 
- „Gdzie asfalt jest równy i gładki”,
- „Syn Wielkiej Niedźwiedzicy”,
- „Kościół Sylwestra II”.

Niektóre jego utwory publikowane były w fanzinie „Inne Planety”, wydawanym przez Klub Fantastyki „Druga Era”, gdzie się udzielał:
- „Legenda o Go”,
- „Jak walczyć z armią Stanów Zjednoczonych”,
- „Historia niezwykła jak Go”

Za opowiadanie „Romani sumus” otrzymał Nagrodę Polskich Fanzinów Fantastycznych. Dyplom i statuetkę przyznano na Nordconie 2003 w Jastrzębiej Górze.
Część jego tekstów (w tym „Egzamin”, „Tryptyk o życiu i śmierci”, „Zaczynam od nowa”) znajduje się na polskich serwerach internetowych, m.in. w witrynach: słowo, F&F, Harbour of Feelings, stalowa dolina, srebrny glob, fahrenheit.net.pl/archiwum, opowiadania.pl. Niektóre z nich („Dagome Iudex”, „Przedsława”, „Marsz kartonowych ludzików”) są tematycznie związane z Ostrowem Lednickim. Napisał kilka krótkich artykułów poświęconych przyrodzie, historii i etnografii w kwartalniku „Lednica”.
Przez wiele lat propagował Go, wygłaszając prelekcje na ten temat przy różnych okazjach, również wśród miłośników fantastyki. Prowadził klub „Go” przy Domu Kultury Wiktoria. Brał udział w turniejach Go od roku 1998, ostatnio w Mistrzostwach Polski Par 2005. Organizował także turnieje Go, ze szczególnym zaangażowaniem w naukę zasad gry Go wśród dzieci.
Zmarł 24 września 2005 w wyniku obrażeń doznanych w wypadku drogowym wraz ze swoją dziewczyną Katarzyną Rezler. Został pochowany na Cmentarzu Junikowo w Poznaniu.